# Татевосов, Сергей Романович
Сергей Романович Татевосов (13 января 1901, Ленинаван — 23 марта 1979) — советский учёный-медик, терапевт; доктор медицинских наук, профессор.
Автор около 200 научных работ, в том числе 10 монографий. Один из создателей крымской терапевтической школы и курортной медицины.

## Биография
Родился 13 января 1901 года в селе Марага Джеванширского уезда Елисаветпольской губернии Российской империи, ныне Нагорного Карабаха, в семье мельника — Арустама Татевосовича Балаяна (1858—1922). Мать — Нахшун Закараевна Захарян (1868—1948), была дочерью священника, происходила из старинного арцахского рода Закарянов и Атабекянов.
Седрак вместе с братьями окончил школу в селе Марага и продолжил учиться в мужской гимназии в Елизаветполе (ныне город Гянджа в Азербайджане). В 1927 году окончил медицинский факультет Бакинского университета и в следующем году прошел годичную стажировку в первой терапевтической клинике Ленинградского института усовершенствования врачей.
В 1929 году начал работать в Бакинском медицинском институте сразу на двух факультетских кафедрах: краевой патологии и терапии. В 1936 году, будучи опытным врачом, приехал в родное село, где организовал работу по борьбе с эпидемией малярии, свирепствовавшей в Мардакертском районе. В 1934 году защитил кандидатскую диссертацию на тему «Влияние кишечных гельминтов и простейших на организм человека». В 1938 году по совокупности научных трудов ему была присвоена степень доктора наук и ученое звание — профессор. В январе Высшая аттестационная комиссия наркомата высшего и среднего образования СССР утвердила присвоение ученого звания профессора. Занимаясь педагогической деятельностью, одновременно работал заместителем директора по науке и заместителя председателя Ученого совета Mинздрава Азербайджанской ССР.
В 1938 году С. Р. Татевосов переехал в Симферополь, где до 1952 года занимал должность заведующего кафедрой госпитальной терапии в Крымском медицинском институте (ныне Медицинская академия имени С. И. Георгиевского), в 1952—1953 годах занимал должность заведующего кафедрой факультетской терапии КМИ. С началом Великой Отечественной войны и приближением линии фронта, в середине сентября 1941 года, институт был эвакуирован: сначала в город Армавир, а затем в город Кзыл-Орда Казахской ССР. После освобождения Крыма институт вернулся в Симферополь и 6 августа 1944 года возобновил свою деятельность.
В 1954—1956 годах Сергей Романович работал заведующим кафедрой терапии Калининского медицинского института (ныне Тверской государственный медицинский университет), а затем в Москве руководителем клинического сектора Центрального НИИ курортологии и физиотерапии. В 1956 году был направлен работать в Ялтинский НИИ физических методов лечения и медицинской климатологии имени И. М. Сеченова. С 1956 по 1960 год являлся директором института, с 1960 по 1967 — заместителем директора по научной работе, одновременно возглавляя в течение 20 лет кардиологическую клинику института.
Умер в 23 марта 1979 года.
Был награждён орденом «Знак Почета» (1944) и медалями. Удостоен звания «Заслуженный деятель науки и техники Украинской ССР» (1964).
На главном здании Медицинской академии им. С. И. Георгиевского Крымского федерального университета им. Вернадского С. Р. Татевосову установлена мемориальная доска.

### Семья
В 1928 году Сергей Татевосов женился на Асе Авшаровой, которая в 1938 году окончила лечебно-профилактический факультет Бакинского медицинского института. В браке у них родились двое детей: сын Эвальд (1928—1984) — полковник медицинской службы, кандидат медицинских наук, а также дочь Элла (1932—1986) — окончила в Баку филологический факультет Азербайджанский университет имени С. М. Кирова по специальности русский язык и литература.